# Artigos de Esmalcalda

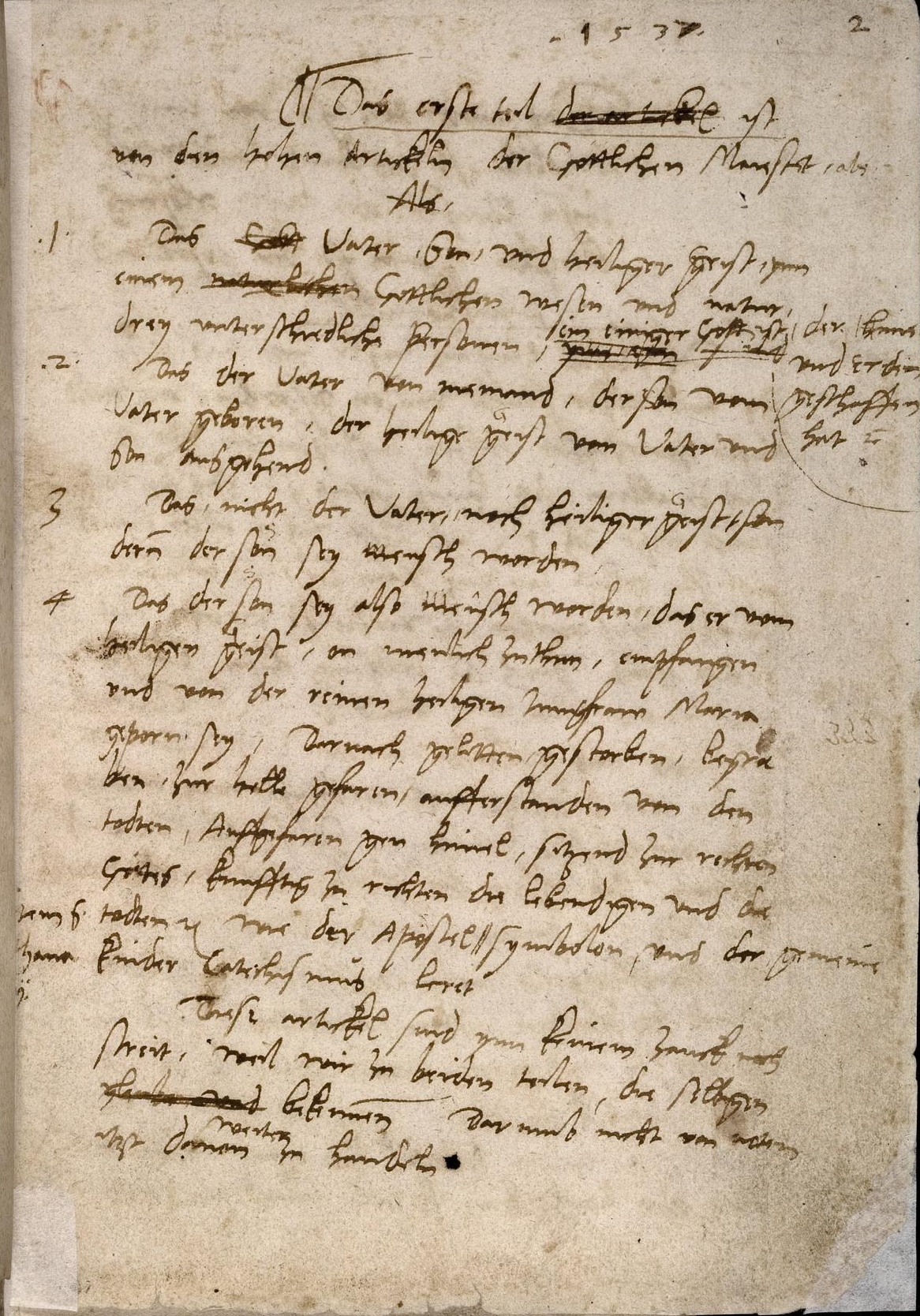
Os Artigos de Esmalcalda

Os Artigos de Esmalcalda (em alemão:  Schmalkaldische Artikel) são um sumário da doutrina luterana escrito pelo próprio Martinho Lutero em 1537 para uma reunião da Liga de Esmalcalda prévia à realização de um pretendido concílio ecumênico da Igreja.

## História
O eleitor da Saxônia João Frederico, patrono de Lutero, pediu que ele escrevesse estes artigos para uma reunião da Liga de Esmalcalda que seria realizada em 1537 na cidade de Schmalkalden, na Turíngia (moderna Alemanha). Esta liga havia sido fundada em 1531 reunindo vários territórios e cidades luteranos e tinha por objetivo criar um front militar e político contra os movimentos da Igreja Católica liderados pelo imperador Carlos V.
Quando a liga se reuniu, Lutero estava muito doente sofrendo de pedra nos rins e não pôde participar. No final, a liga decidiu não adotar os artigos escritos por Lutero por causa da forte influência de Filipe Melanchthon, que temia que a obra de Lutero pudesse ser considerada "divisiva" entre os cristãos. Melanchthon recebeu a missão de escrever uma declaração clara sobre o papado e o resultado foi o "Tratado sobre o Poder e a Primazia do Papa", que foi o documento adotado pela liga ao final da reunião.
Nos "Artigos de Esmalcalda", Lutero resume o que ele considerava serem os mais importantes ensinamentos do cristianismo. Eles foram muito elogiados por João Frederico, que ordenou que eles fossem incorporados ao seu testamento. E, embora eles não tenha sido adotados na reunião de 1537 (e nem o pretendido concílio ecumênico ter sido realizado), os "Artigos" foram amplamente utilizados e acabaram incorporados no "Livro de Concórdia", de 1580, como uma das confissões luteranas de fé.
O primeiro artigo é o seguinte:
| “ | Jesus Cristo, nosso Deus e Senhor, morreu por nossos pecados e ressuscitou para nossa justificação (Romanos 3:24–25). Apenas Ele é o Cordeiro de Deus que tira o pecado do mundo (João 1:29) e Deus depositou n'Ele a nossa iniquidade (Isaías 53:6). Todos pecaram e estão livremente justificados independente de suas boas obras ou méritos pela Sua graça (Efésios 2:8–9) através da redenção que está em Jesus Cristo, em Seu sangue (Romanos 3:23–28). É necessário que se creia nisto. E isto não pode ser alcançado ou adquirido de outra forma através de qualquer ato, lei ou mérito. Portanto, está claro e certo que esta fé apenas nos justifica [...] Nada deste artigo pode ser abandonado ou rendido mesmo que o céu e a terra e tudo mais passem (Marcos 13:31). | ” |